# Kulak
Kulak (rus кула́к, polonès: kułak), "puny", per extensió "garrepa", eren els agricultors propis de Rússia que posseïen propietats i contractaven treballadors. Posteriorment el terme va ser utilitzat per tots els propietaris agrícoles condemnats per oposar-se a la política estalinista de col·lectivització forçada.

## Etimologia
Va ser un terme despectiu usat en el llenguatge polític soviètic, que al·ludia en principi als antics terratinents de l'Imperi Rus que tenien grans extensions de terres, si bé durant els primers anys del govern popular soviètic es va utilitzar per catalogar com a enemics del poble a propietaris rurals.
Aquests representaven el 18% de la població en l'època tsarista.

## Història
Després de l'abolició de la servitud per Alexandre II a la fi del segle xix es va alliberar a vint-i-dos milions i mig de serfs, creant-se la pagesia com a classe social. En 1906 Piotr Stolipin va iniciar una nova reforma amb la intenció de crear un grup de camperols pròspers que recolzessin el govern del tsar. En 1912, el 16% dels grangers russos tenia almenys 32.000 m² per cada home de la família (un llindar usat per delimitar la classe mitjana amb els camperols adinerats). La pagesia es va dividir en tres classes: bedniaks (бедняки): els més pobres; seredniaks (середняки): la classe mitjana; i kulaks (кулаки): els grangers rics. A més, hi havia els batraks (батраки), que eren els agricultors sense terra.
Després de la Guerra Civil Russa, els bolxevics van expropiar la terra a la noblesa i als terratinents (kuláks), produint un repartiment de terres entre els agricultors o la continuïtat de la propietat. Amb el temps alguns camperols van aconseguir prosperar. Aquests petits propietaris de terres vivien mitjanament acomodats, sent del 5% al 7% de la població soviètica.
Però després de la guerra civil, en obrir-se el període de la Nova Política Econòmica, van haver-n'hi de tolerats i fins i tot d'incentivats per a restablir la producció agrícola als nivells anteriors a la guerra. Els nous camperols propietaris de terres que prosperaven amb mitjans capitalistes van ser considerats pels bolxevics com una burgesia agrària, iniciant-se la col·lectivització total en 1929. La classe agricultora en general es va mostrar contrària a la col·lectivització provocant moviments anti-soviètics que, units al creixent sentiment nacionalista d'Ucraïna, es van convertir en un perill per a l'estat soviètic.
Es va iniciar un enfrontament entre les forces de l'Estat i els camperols insurgents que van ser denominats kulaks de forma genèrica. Això especialment es va dirigir contra la pròspera pagesia d'Ucraïna. Acusats per les autoritats soviètiques de retenció il·legal i especulació amb els aliments, la pagesia va ser objecte, durant el mandat de Stalin, de severes mesures de terrorisme estatal (deskulakització) i requises que van desembocar en revoltes que van ser delmades militarment i que els seus involucrats acabarien deportats a camps de concentració instal·lats dins de les pròpies fronteres d'Ucraïna.. Aquest genocidi va ser conegut com a Holodomor o genocidi d'Ucraïna. La fugida massiva a les ciutats a la recerca d'aliments va agreujar la situació, ja que les ciutats es trobaven desabastides, la qual cosa va portar a una situació generalitzada d'alimentació amb animals i fins a canibalisme. Als moments més crus de la fam, morien unes 25.000 persones cada dia a Ucraïna. El recompte final se situa entre els cinc i els vuit milions de persones. La "deskulakització" i la col·lectivització agrària, més els efectes de la guerra civil, van deixar el camp ucraïnès, anteriorment graner de Rússia, en gravíssimes condicions.

## Nombre d'executats
La immensa majoria dels kulaks executats i empresonats eren de sexe masculí, però els números precisos han estat difícils d'obtenir. Stalin va ordenar que els kulaks havien de ser "liquidats com a classe" i aquesta liquidació va ser considerada per molts historiadors que ha donat lloc a la fam soviètica de 1932-1933. Aquesta fam ha complicat els intents d'identificar el nombre de morts derivats de les execucions dels kulaks. S'ha plantejat una àmplia gamma de xifres de morts, des dels 6 milions suggerits per Aleksandr Soljenitsin, fins a les estimacions de les fonts soviètiques que redueixen el nombre a 700.000 morts. L'historiador Matthew White manté una col·lecció de les estimacions.
Segons les dades dels arxius soviètics, que no van ser publicades fins a 1990, 1.803.392 persones van ser enviades a les colònies de treball i camps en 1930 i 1931. Els llibres basats en aquestes fonts han dit que s'han aconseguir 1.317.022 les destinacions. El destí dels 486.370 restants no s'ha pogut verificar. Les deportacions a menor escala continuaren després de 1931. El nombre de kulaks i llurs parents que van morir en camps de treball el 1932-1940 va ser de 389,521. Els antics "kulaks" i les seves famílies foren la majoria de les víctimes de la Gran Purga de finals de 1930, amb 669.929 arrestats i 376.202 executats.